# ماكس بورسيل
ماكس بورسيل (مواليد 3 أبريل 1998) هو لاعب تنس محترف أسترالي، أعلى تصنيف له في الفردي كان ال163 في مارس 2022.

## روابط خارجية
- ماكس بورسيل على موقع رابطة محترفي التنس (الإنجليزية)
- ماكس بورسيل على موقع الاتحاد الدولي لكرة المضرب (الإنجليزية)
- ماكس بورسيل على موقع كأس ديفيز (الإنجليزية)
- ماكس بورسيل على موقع اتحاد التنس الأسترالي (الإنجليزية)
- ماكس بورسيل على موقع خلاصة التنس.كوم (الإنجليزية)
- ماكس بورسيل على موقع إي إس بي إن.كوم (الإنجليزية)
- ماكس بورسيل على موقع أوليمبيديا (الإنجليزية)